# Magnetoscopio

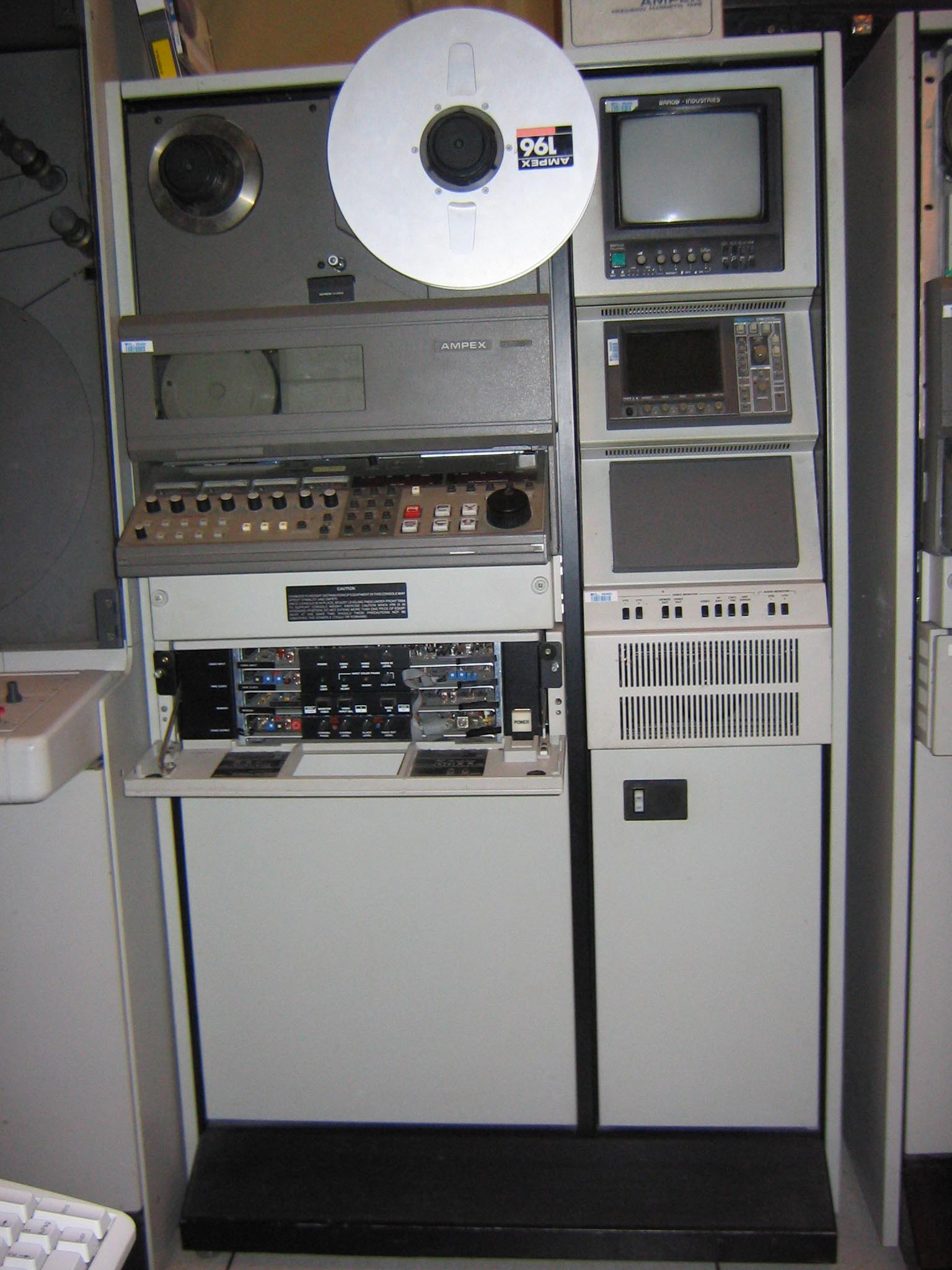
Magnetoscopio VPR 6 de Ampex. Formato 1" C.

El magnetoscopio (de magneto- y la raíz griega σκοπ- [skop-], ‘ver’) es un aparato utilizado para grabar vídeo y audio en cinta magnética. También se le conoce como VTR (acrónimo del inglés Video Tape Recorder), cuando se usan carretes de cinta y VCR (Video Cassette Recorder), cuando la cinta viene en un casete, como las cintas de uso doméstico. Muchas veces se le denomina según el formato de grabación ("Betacam" por ejemplo) o como "vídeo".

## Inicio y desarrollo del magnetoscopio
El magnetoscopio surge de la necesidad de grabar los programas televisivos de noticias en Estados Unidos de América, ya que los emitidos en horario nocturno en la costa este del país, resultaba muy temprano para emitirlos en la costa oeste. Hay que tener en cuenta que EE. UU. tiene cinco husos horarios, por lo que en las redes televisivas filmaban las noticias que se transmitían en directo. Esto se hacía en cinta de cine de 35 mm con una copia de seguridad en 16 mm. Luego se enviaba a dos laboratorios de revelado diferentes (también por seguridad) y a la hora de emisión de la costa oeste se emitía, mediante un sistema conocido como telecine, el mismo programa informativo que ya se había emitido en la costa este.
El primer modelo de magnetoscopio lo desarrolló la empresa  estadounidense Ampex en 1956 lo que revolucionó la producción de televisión que hasta entonces se desarrollaba en directo. La clave del proceso que dio lugar al primer modelo de VTR fue la determinación de usar para la grabación del vídeo una señal  portadora modulada en frecuencia. De este desarrollo surgió el sistema pionero cuádruplex que utilizaba cintas de carrete abierto de 2 pulgadas y grababa el vídeo mediante cabezales colocados transversalmente, respecto a la cinta. 
Ampex desarrolló la grabación helicoidal en cinta de 1 pulgada en lo que se convirtió en el sistema de grabación conocido como "sistema C" cuyas máquinas más relevantes fueron los VPR 2 (en los años 1970 y principios de los años 1980) y los VPR 6 (a fines de la década de 1980). La empresa alemana Bosch desarrolló otro formato sobre cinta de una pulgada, también helicoidal pero de características diferentes, que se conoció como "sistema B". 
Estos dos sistemas, que como el cuádruplex eran de bobinas abiertas, sirvieron a la producción de programas de TV con una calidad técnica "profesional" que aseguraban la posproducción por sus buenos resultados en la multigeneración. La empresa japonesa Sony Corporation desarrolló el sistema U-MATIC con casetes de cinta de 3/4 de pulgada, cuyas características técnicas no eran aptas para la producción de programas, pero sí para la producción de espacios informativos. Con este sistema, el magnetoscopio iba unido a la cámara mediante un cable y se podía llevar en un carro, lo que facilitaba la captación de imágenes y su grabación portátil, cosa anteriormente imposible. El sistema U-MATIC se impuso en los equipos de noticias llamados ENG debido a su facilidad de uso, robustez, menor tamaño y peso. Posteriormente, el U-MATIC se mejoró con el U-MATIC HB y el magnetoscopio fue adquiriendo un tamaño menor.

## El sistema Betacam

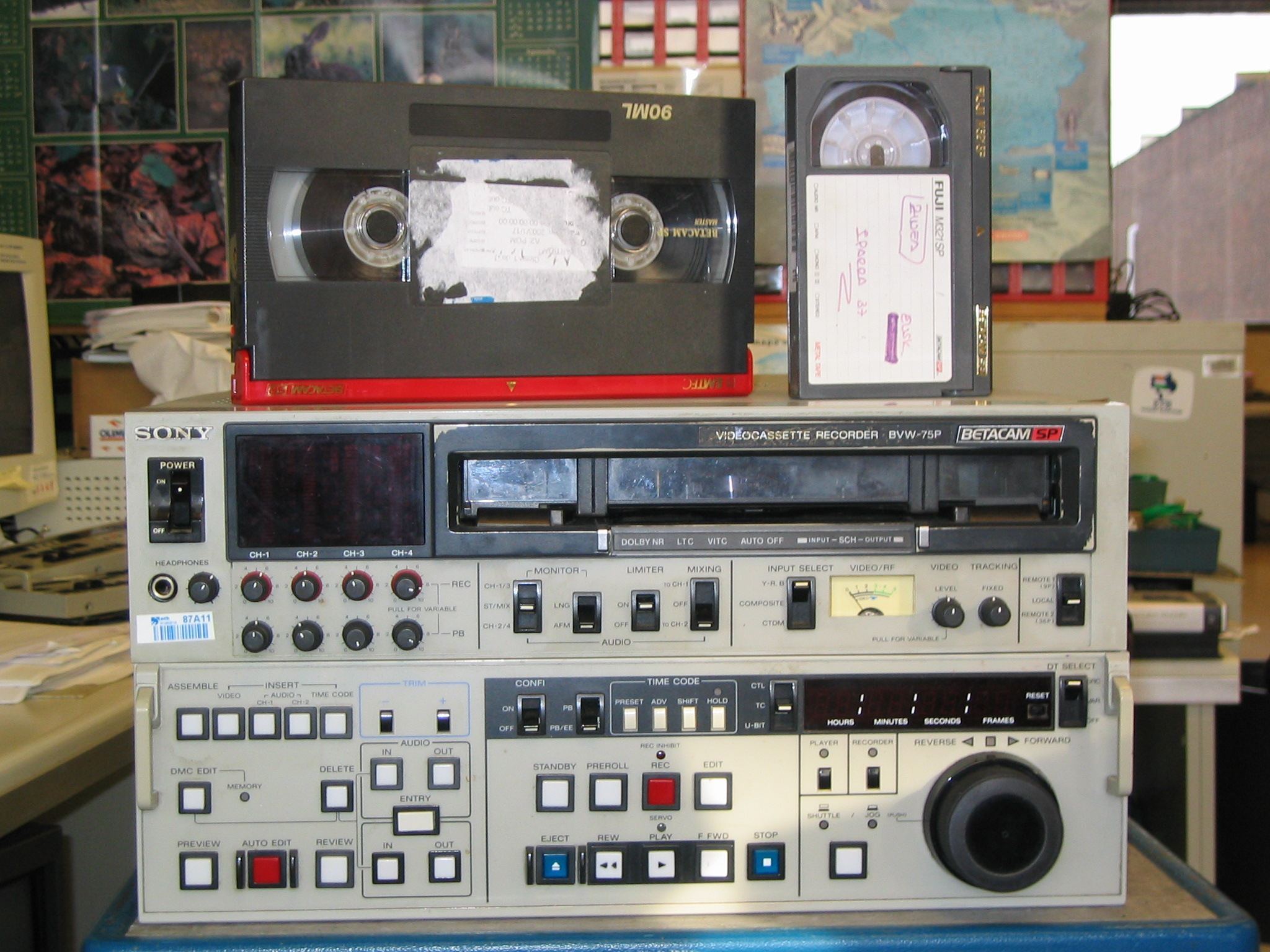
Magnetoscopio BVW-75P de Sony. Formato Betacam SP.

Un desarrollo por parte de Sony del sistema U-MATIC dio lugar al sistema BETACAM, hacia 1985, que utilizaba casetes con cintas de 1/2 pulgada y tenía unas características técnicas mejores que los formatos previos. En el sistema BETACAM no se graba la señal compuesta de vídeo sino la señal por componentes, (R-Y, B-Y e Y) por lo que se daba un paso en la universalización de los sistemas de TV. Con este nuevo formato de grabación se empezó a integrar el magnetoscopio en las cámaras de ENG naciendo los equipos llamados "camcorders" o "camascopios". 
En 1987 Sony mejoró la cinta magnética pasando a grabar en cintas con recubrimiento de metal en lugar de formulaciones con óxidos. Esto y las incorporaciones técnicas importantes hicieron que naciera el sistema BETACAM SP que se universalizó y vino a sustituir a todos los sistemas anteriores, tanto de ENG (informativos) como de producción. El éxito fue tal que hasta comienzos del siglo XXI fue el sistema de grabación universalmente utilizado por todas las cadenas de TV, hasta el desarrollo y popularización de las nuevas tecnologías de grabación de vídeo. En ese tiempo hubo intentos de otras empresas como la empresa japonesa Matsushita Electric Industrial (Panasonic) de desarrollar otros formatos basados también en grabación de componentes y en casetes de 1/2 pulgada como fueron los M-I y M-II, pero tuvieron escaso éxito en gran parte por la tardanza en salir al mercado copado por los sistemas BETACAM SP. Las compañías tradicionales como Ampex y Bosch desaparecieron o cambiaron su estrategia ante el monopolio práctico del BETACAM SP.
Tanto Sony como Matsushita intentaron desarrollar nuevos formatos de grabación más económicos pero tuvieron escaso éxito ante la buena acogida por parte de los usuarios del BETACAM SP y la aproximación de la tecnología digital.

## La era digital

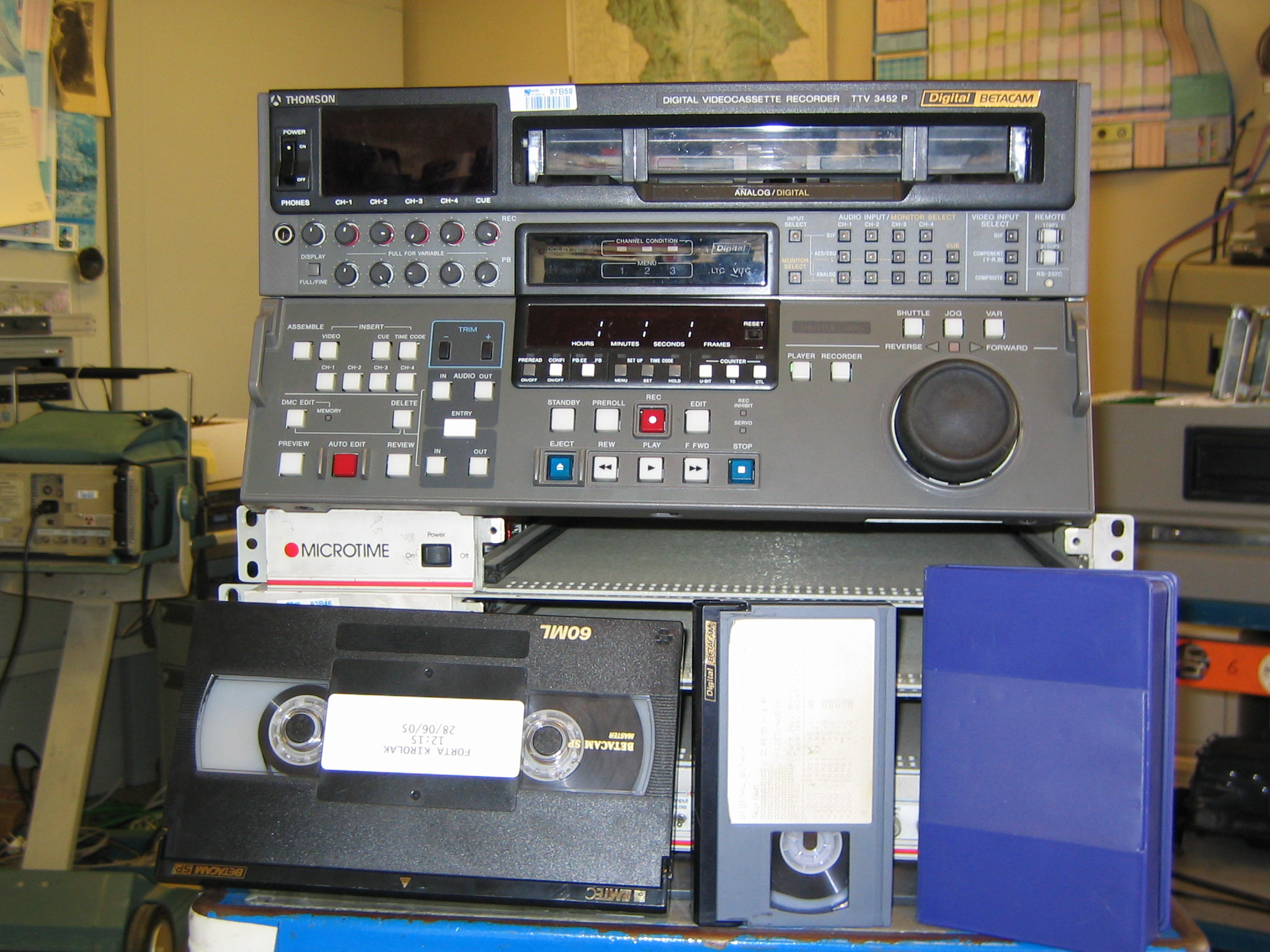
Magnetoscopio TTV 3452-P de Sony. Formato Betacam digital.

Sony desarrolló el BETACAM DIGITAL que graba el vídeo con una compresión moderada (un flujo binario de 83 Mbit/s (el flujo para el vídeo sin comprimir es de 166 Mbit/s CCIR 601 (4:2:2)) que a contrario de su antecesor logró hacerse un hueco en el mercado. Debido a la carestía de los nuevos BETACAM DIGITAL, la propia Sony y otras empresas han desarrollado otros formatos con flujos de 25 Mbit/s como DVC-PRO de Panasonic y DVCAM de Sony que están destinados a ENG (informativos) o DVC-PRO 50 también de Panasonic y el Digital S de JVC que todavía pueden pretender tener características profesionales. También Sony sacó una especie de híbrido Analógico-Digital como es el BETACAM SX, siendo muy criticado por los usuarios.
En los primeros años del siglo XXI la grabación magnética de vídeo, los magnetoscopios, están tocados de muerte al estar saliendo al mercado tecnologías de grabación de vídeo que ya no están basadas en fenómeno del magnetismo. Sony ha desarrollado la grabación de discos DVD de láser azul (Blu-ray Disc), de muy alta capacidad, mientras que Panasonic está desarrollando un sistema de grabación en tarjetas de memoria FLASH (DVC-PRO P2) similares a las utilizadas en la cámara de fotografía digital.

## Resumen de formatos
Algunas tecnologías de grabadora de cinta de vídeo incluyen:

### Análogico de carrete abierto
- VERA (BBC)
- 2" Quadruplex (Ampex)
- 1" tipo B (Bosch y Philips)
- 1" tipo C (Sony y Ampex)

### Casete
- U-matic (3/4"): formato de grabación analógico de vídeo compuesto con 2 pistas de audio una de vídeo y una de control. Sistema de enhebrado de cinta en U, y de ahí es de donde proviene su nombre.
- Betacam (Sony): formato de grabación analógico de vídeo por componentes con 2 pistas lineales de audio una de vídeo y una de timecode lineal.
- M-II (Panasonic)
- Betacam SP (Sony): formato de grabación analógico de vídeo por componentes con 2 pistas de audio una de vídeo y una de timecode.

### Formato de cinta de vídeo digital de definición estándar
- D1 (Sony): Formato de grabación de vídeo por componentes digital 4:2:2
- D2 (Sony and Ampex): Formato de grabación digital de vídeo compuesto
- D3 (Panasonic)
- DCT (Ampex)
- Digital Betacam (Sony)
- Betacam IMX (Sony)
- DVCAM (Sony)
- DVCPRO (Panasonic)
- D9 (JVC)
- Professional DV(JVC)

### Formato de cinta de vídeo digital de alta definición
- HDCAM (Sony)
- HDCAM-SR (Sony)
- D5 HD (Panasonic): formato de grabación de vídeo por componentes digital 4:2:2
- DVCPROHD (Panasonic)
- HDV (Sony y JVC)

### Formatos domésticos
- MiniDV
- Digital8 (Sony)
- Video 2000 (Philips)
- Betamax
- VHS
- S-VHS (JVC)
- VHS-C (JVC)
- Video8
- Hi8
- MicroMV™
- Cartrivision
- DivX

## Ventajas
Los magnetoscopios de última generación, presentan muchas ventajas, como por ejemplo:
- Consiguen crear imágenes con mucha calidad y muy estables, gracias a un proceso que es digital, y que consiste en separar todas las señales, según sus diferentes características, en cuanto a la luminancia y los colores. Cuando se han separado estas señales, la imagen que se obtiene es de mucha más calidad, y la grabación, que se digital, se vuelve perdurable[1]
- Estas imágenes que se consiguen, tienen mucha más fiabilidad, y son más precisas.
- Se pueden realizar copias de las imágenes, sin que estas pierdan calidad durante el proceso.
- La calidad del sonido mejora mucho, gracias a la elevada relación que se consigue entre señal-ruido.
- Se ha considerado perfecta para el uso profesional.
- Actualmente, hay aparatos digitales que se han creado, que permiten leer dispositivos que son analógicos. Es gracias a ello que, hoy en día, se pueden ver cintas de vídeos antiguos.

## La variante doméstica, la videograbadora

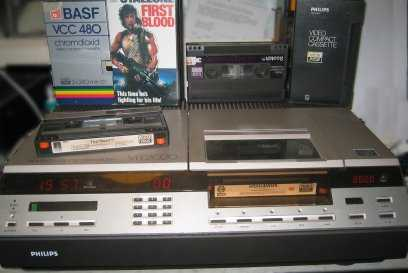
Grabadora de videocasete de formato Philips V2000

A comienzo de los años 70 del siglo XX aparecieron los primeros magnetoscopios destinados al gran público, los vídeos domésticos o videograbadora, también conocida como videocasetera. Al usar la cinta en casetes se les dan en algunos lugares el nombre de VCR (acrónimo del inglés Vdeo Cassette Recorder). Son pequeños magnetoscopios que suelen incorporar un sintonizador de TV (para la recepción directa de la TV) y un temporizador programable (que permiten grabar cierto canal a una hora en particular).
Las tres compañías que lanzaron sus productos al mercado no fueron capaces de llegar a un acuerdo sobre el estándar de formato de grabación y se produjo una guerra de la que salió victoriosa Matshushita (JVC) con su formato VHS, el peor de los tres formatos, que se impuso al Beta de la empresa Sony, debido a que los fabricantes de magnetoscopios VHS estaban libres de pagar la patente, por lo que el precio final salía más rentable que los otros dos formatos. El formato de mayor calidad técnica, el 2000 de la empresa neerlandesa Philips, fue el primero que desapareció del mercado.
La llegada del DVD a bajo precio junto con la popularización de la informática a principios del siglo XXI han marcado la desaparición de esta forma de grabación de vídeo.